# Manuel Parrado Carral
Dom Manuel Parrado Carral (San Roman-Santiso, Corunha, 29 de setembro de 1946) é um sacerdote católico hispano-brasileiro, bispo emérito da diocese de São Miguel Paulista.
Nascido na Galiza, sua família estabeleceu-se em São Caetano do Sul quando tinha onze anos. Foi ordenado sacerdote em 1972 e bispo em 2001, consagrado pelo então arcebispo de São Paulo, Dom Cláudio Hummes.
De dezembro de 2006 a abril de 2007 foi administrador apostólico da Arquidiocese de São Paulo em ocasião da sede vacante.
No dia 9 de janeiro de 2008 foi nomeado bispo da Diocese de São Miguel Paulista, substituindo Dom Fernando Legal, que por 19 anos trabalhou na diocese.